# Korlingen

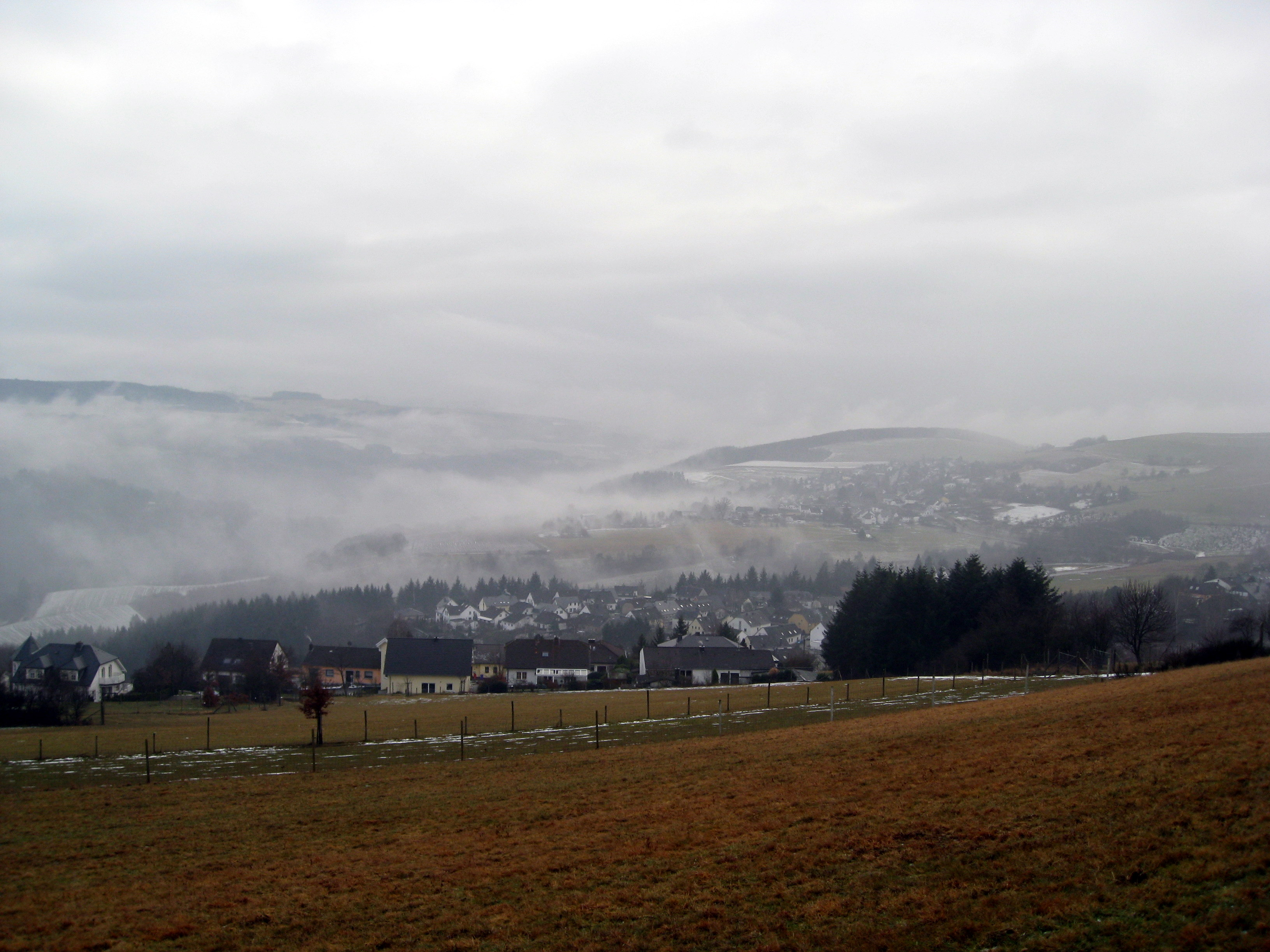
Blick über Korlingen und Gutweiler (hinten)

Korlingen ist eine Ortsgemeinde im Landkreis Trier-Saarburg in Rheinland-Pfalz. Sie gehört der Verbandsgemeinde Ruwer an, die ihren Verwaltungssitz in Waldrach hat. Der Ort liegt im moselfränkischen Sprachraum.

## Geographie
Korlingen liegt an der Ruwer und befindet sich etwa fünf Kilometer südöstlich von Trier an der Landesstraße 143.
Zu Korlingen gehört auch der Wohnplatz Korlinger Mühle.
Nachbarorte sind Waldrach und Morscheid im Nordwesten, Gutweiler im Süden sowie die Trierer Stadtteile Irsch und Filsch im Westen.

## Geschichte

### Ortsgeschichte
Der Ort wird 975 als Corlanch erstmals erwähnt, als Kaiser Otto II. in einer Urkunde die Besitzungen des Trierer Klosters St. Martin in Korlingen bestätigte.
Bis zum Ende des 18. Jahrhunderts gehörte Korlingen landesherrschaftlich zu Kurtrier. Mit den Dörfern Irsch und Hockweiler bildete es die Propstei Irsch, die dem Amt Pfalzel zugeordnet war. In den erhaltenen Aufzeichnungen sind für das Jahr 1583 neun Feuerstellen (=Haushaltungen), für 1624 elf steuerpflichtige Familien festgehalten. Nach dem Dreißigjährigen Krieg (1618–1648) und zeitgleicher Pestausbrüche wurden 1661 noch fünf Familien im Ort verzeichnet. In den nachfolgenden Jahrzehnten kam es mehrfach zum Einfall französischer Truppen in die Region und erneuten Verwüstungen. Im Jahr 1787 hatte Korlingen 77 Einwohner.
Das Linke Rheinufer wurde 1794 im ersten Koalitionskrieg von französischen Revolutionstruppen besetzt. Von 1798 bis 1814 war Korlingen ein Teil der Französischen Republik (bis 1804) und anschließend des Französischen Kaiserreichs, zugehörig dem Saardepartement, Arrondissement Trier. Auf dem Wiener Kongress (1815) kam die gesamte Region nach der Niederlage Napoleons an das Königreich Preußen und war ab 1822 Teil der neugebildeten Rheinprovinz.
Nach dem Ersten Weltkrieg gehörte das gesamte Gebiet zum französischen Teil der Alliierten Rheinlandbesetzung. Nach dem Zweiten Weltkrieg wurde Korlingen innerhalb der französischen Besatzungszone Teil des damals neu gebildeten Landes Rheinland-Pfalz.

### Einwohnerentwicklung
Die Entwicklung der Einwohnerzahl von Korlingen, die Werte von 1871 bis 1987 beruhen auf Volkszählungen:
| Jahr | Einwohner |
| ---- | --------- |
| 1815 | 97        |
| 1835 | 143       |
| 1871 | 139       |
| 1905 | 200       |
| 1939 | 192       |
| 1950 | 194       |
| 1961 | 230       |

| Jahr | Einwohner |
| ---- | --------- |
| 1965 | 252       |
| 1970 | 309       |
| 1975 | 540       |
| 1980 | 748       |
| 1985 | 805       |
| 1987 | 787       |
| 1990 | 830       |

| Jahr | Einwohner |
| ---- | --------- |
| 1995 | 870       |
| 2000 | 843       |
| 2005 | 795       |
| 2010 | 778       |
| 2015 | 771       |
| 2020 | 816       |
| 2023 | 810       |

## Politik

### Gemeinderat
Der Ortsgemeinderat in Korlingen besteht aus zwölf Ratsmitgliedern, die bei der Kommunalwahl am 9. Juni 2024 in einer Mehrheitswahl gewählt wurden, und dem ehrenamtlichen Ortsbürgermeister als Vorsitzendem. Bis zur Wahl 2014 traten mindestens zwei Listen an, sodass eine personalisierte Verhältniswahl erfolgte.
Die Sitzverteilung im Ortsgemeinderat:
| Wahl | SPD                          | CDU                          | FWG                          | Gesamt   |
| ---- | ---------------------------- | ---------------------------- | ---------------------------- | -------- |
| 2024 | per Mehrheitswahl (alle FWG) | per Mehrheitswahl (alle FWG) | per Mehrheitswahl (alle FWG) | 12 Sitze |
| 2019 | per Mehrheitswahl            | per Mehrheitswahl            | per Mehrheitswahl            | 12 Sitze |
| 2014 | –                            | 3                            | 9                            | 12 Sitze |
| 2009 | –                            | 4                            | 8                            | 12 Sitze |
| 2004 | 2                            | 4                            | 6                            | 12 Sitze |
| 1999 | 4                            | 4                            | 4                            | 12 Sitze |

- FWG = Freie Wählergruppe Korlingen e. V.

### Ortsbürgermeister
Damian Marx wurde am 25. Juni 2019 Ortsbürgermeister von Korlingen. Bei der Direktwahl am 26. Mai 2019 war er mit einem Stimmenanteil von 95,0 % gewählt worden. Bei der Direktwahl am 9. Juni 2024 wurde er als einziger Bewerber mit 94,8 % für weitere fünf Jahre wiedergewählt.
Die Vorgänger von Marx waren Gerd Tholl (2009–2019) und Kurt Koppka (bis 2009).

### Wappen

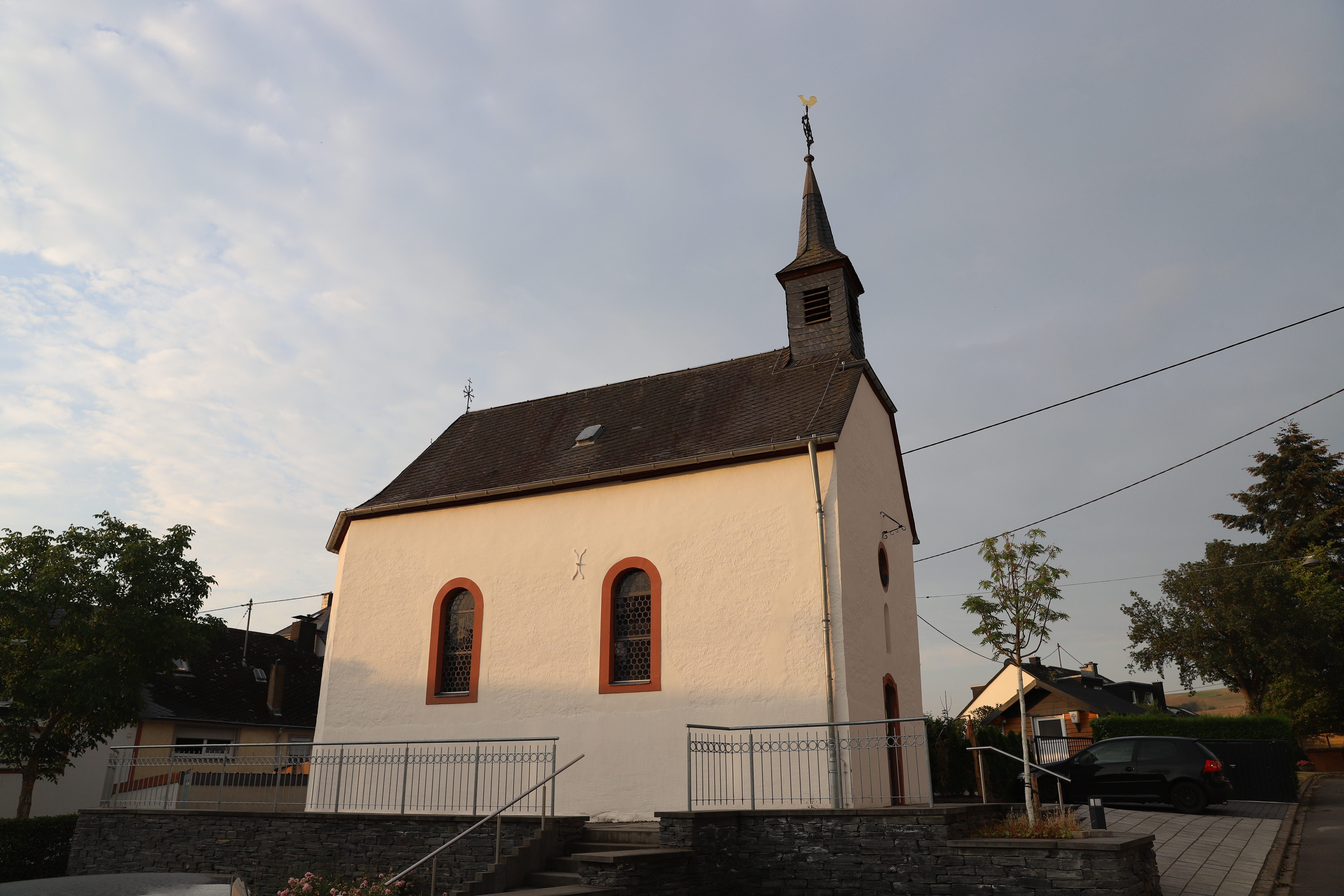
Kapelle (Filialkirche) St. Valentin

| Wappen von Korlingen | Blasonierung: „Unter rotem Schildhaupt, darin ein silbernes Schwert mit goldenem Griff, in Silber ein grüner Dreiberg, darauf ein Doppelkreuz in der Form des Ordenszeichens der Benediktiner.“ |
| Wappen von Korlingen | Wappenbegründung: Korlingen, das bis zum Ende der Feudalzeit zum Kurfürstentum Trier zählte, stand im Besitz der Abtei St. Martin. St. Martin war Benediktinerabtei. Das Zeichen der Benediktiner, ein Doppelkreuz auf grünem Dreiberg, steht als Hinweis im unteren Schildteil. Die 1769 in „Corlingen“ erbaute Kapelle war den Märtyrern Johannes und Paulus geweiht. Sie führen als Attribut ein Schwert. Seit 1952 wird der hl. Valentin als Kirchen- und Ortspatron verehrt. Auch er führt als Symbol ein Schwert. Im Schildhaupt steht daher für die früheren Ortspatrone und den heutigen Ortspatron ein Schwert. Entwurf des Wappens: Karl E. Becker, Malberg. |

## Sehenswürdigkeiten
Sehenswert ist die Kapelle im Ortskern. Die Höhe über Korlingen (Schellberg) ist beliebt für Spaziergänge mit schöner Aussicht über die Trierer Höhenstadtteile Irsch, Filsch und Tarforst und über das Ruwertal zum Hunsrück.
Im Winter kommen viele Trierer zum Rodeln, nicht nur im Herbst bieten sich gute Bedingungen für Drachenfans.
Die sog. Traumschleife Trierer Galgenkopftour (Wanderweg) verläuft auch durch das Gemeindegebiet. Sie passiert die Korlinger Wacken und führt zur Naumeter Kupp.
Siehe auch: Liste der Kulturdenkmäler in Korlingen

## Wirtschaft
Mehrere kleine und mittlere Unternehmen sind im Ort ansässig, darunter auch ein Schiefersteinbruch.